# Coton Bt
Pour les articles homonymes, voir Coton et Coton (homonymie).

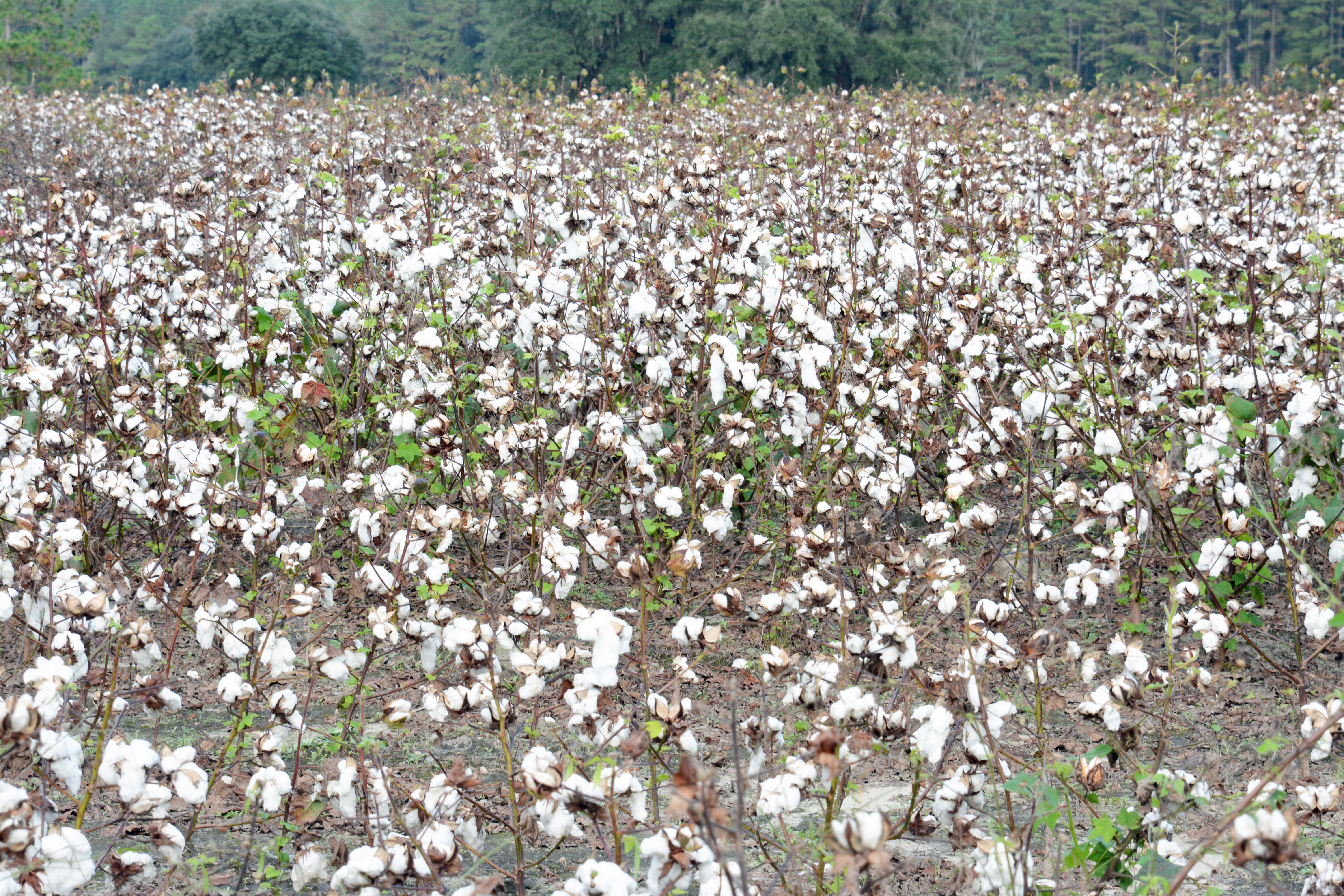
Champs de coton cultivés par les cotonniers Bt

Les cotonniers Bt sont des cultivars de cotonnier de l'espèce Gossypium hirsutum qui ont été modifiées génétiquement par l'ajout du gène leur conférant la capacité de produire un insecticide.
Le terme « Bt » fait référence au Bacillus thuringiensis dont le gène codant la protéine insecticide a été extrait.
Les cotonniers génétiquement modifiés Bollgard I (MON 531) et Bollgard II (MON 15985) de Monsanto sont des cotonniers Bt.

## Controverses
En 2010, la revue Science révèle les conséquences indésirables très importantes causées par la culture de cotonniers Bt en Chine du Nord. La culture sur trois millions d'hectares d'un cotonnier Bt, manipulé pour produire un insecticide contre un papillon ravageur, a abouti à la prolifération de la punaise des champs, Adelphocoris lineolatus qui a ravagé 26 millions d'hectares de cultures maraîchères et fruitières, touchant 10 millions de petits exploitants du Hebei et du Shandong. De ce fait, ils ont dû fortement augmenter l'usage de pesticides chimiques pour sauver les récoltes,.
En 2016, le Burkina Faso, premier pays africain à s'être lancé dans le coton  transgénique (2003) arrête la production de ce type de coton et revient à des semences traditionnelles. Les variétés de Monsanto donnent des fibres plus courtes et de moins bonne qualité, ce qui entraîne une baisse catastrophique de la valeur de la production et des invendus sur les marchés internationaux. Même si les rendements sont plus importants, la baisse de qualité du coton a conduit la société cotonnière à cesser de distribuer les semences de coton Bt,.